# Jürgen Klinsmann
Jürgen Klinsmann (phát âm tiếng Đức: [ˈjʏʁɡn̩ ˈkliːnsˌman], sinh ngày 30 tháng 7 năm 1964) là một cựu cầu thủ và là một huấn luyện viên bóng đá người Đức. Ông từng là thành viên của Đức vô địch World Cup 1990 và vô địch Euro 1996.
Trên cương vị huấn luyện viên, ông huấn luyện cho tuyển Đức và giành vị trí thứ 3 World Cup 2006 ngay trên quê nhà. Ngày 12 tháng 7 năm 2006, ông chính thức chia tay đội tuyển để nhường chỗ cho người trợ lý Joachim Löw. Ông tiếp quản đội Bayern München tháng 7 năm 2008. Ngày 29 tháng 7 năm 2011, Liên đoàn Bóng đá Hoa Kỳ công bố ông là huấn luyện viên của đội tuyển quốc gia nước này. Năm 2013, ông giành Cúp Vàng CONCACAF với đội tuyển Hoa Kỳ và tiếp tục đưa đội tuyển góp mặt tại Giải vô địch bóng đá thế giới 2014.

## Sự nghiệp tại đội tuyển quốc gia
Klinsmann có một sự nghiệp thi đấu quốc tế thành công, khoác áo đội tuyển Đức từ năm 1987 và ghi được 47 bàn thắng trong tổng cộng 108 trận đấu. Ông tham gia vào Thế vận hội mùa hè 1988, đoạt được huy chương đồng; Euro 1988, Euro 1992 và Euro 1996, lọt vào trận chung kết năm 1992 và vô địch năm 1996. Ông cũng góp phần quan trọng vào chức vô địch thế giới của đội tuyển Đức tại World Cup 1990 (ông ghi được 3 bàn ở giải này). Cùng với 5 bàn tại World Cup 1994 và 3 bàn tại World Cup 1998, ông là cầu thủ đầu tiên ghi được ít nhất 3 bàn thắng tại 3 kì World Cup, thành tích này mới có Ronaldo của Brasil và Miroslav Klose cũng của đội tuyển Đức lập lại được. Ông cũng xếp thứ ba (sau Miroslav Klose và Gerd Muller) về số bàn thắng ghi cho đội tuyển Đức tại World Cup với 11 bàn.

## Sự nghiệp huấn luyện

### Đức
Vào ngày 26 tháng 7 năm 2004, Klinsmann trở lại Đức với tư cách là huấn luyện viên trưởng mới của đội tuyển quốc gia, kế nhiệm đồng đội cũ và đối tác tấn công Rudi Völler. Klinsmann sau đó đã bắt tay vào một chương trình tích cực để cải tổ cách quản lý đội. Việc đưa tiền đạo đồng hương người Đức Oliver Bierhoff vào đội đã giúp phân tán nhiệm vụ quan hệ công chúng của vị trí tổng hợp trước đó khỏi khía cạnh huấn luyện thực tế của vị trí này. Hơn nữa, ông đã tạo ra một phong trào trẻ để thổi sức sống vào một đội hình già nua sau màn trình diễn thảm hại tại Euro 2004. Trong thời gian chuẩn bị cho World Cup 2006, Klinsmann đã thu hút sự chỉ trích từ người hâm mộ Đức và giới truyền thông sau những kết quả tệ hại, chẳng hạn như trận thua 4–1 trước Ý. Một chủ đề bị chỉ trích cụ thể là việc Klinsmann từ Mỹ đến Đức, quốc gia này là mục tiêu của một chiến dịch của báo lá cải Bild. Klinsmann trước đó đã loại bỏ một số đặc quyền mà Bild theo truyền thống có với đội tuyển quốc gia, chẳng hạn như nhận đội hình một ngày trước trận đấu và 24/7 độc quyền được vào đội. Chiến thuật phần lớn tấn công của anh ấy đã khiến một số người khó chịu, họ phàn nàn rằng anh ấy phớt lờ bóng đá phòng thủ. Ông công bố đội hình cầu thủ trẻ cho World Cup 2006, dựa trên chính sách lựa chọn dựa trên hiệu suất chứ không phải danh tiếng.

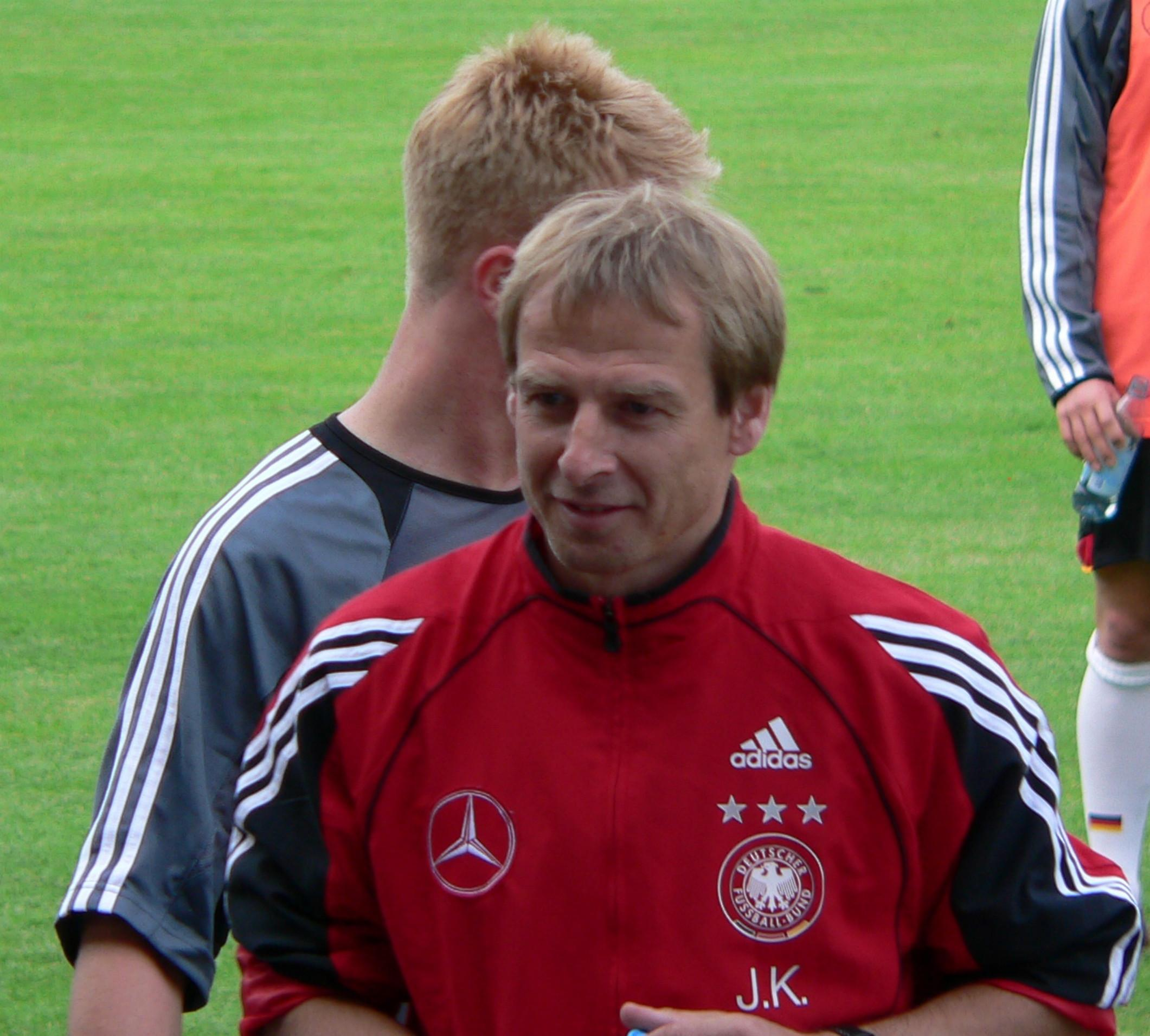
Klinsmann là huấn luyện viên đội tuyển Đức năm 2005

Trong Cúp Liên đoàn các châu lục 2005, anh ấy thường xuyên luân chuyển các thủ môn của mình bất kể màn trình diễn của họ như thế nào, điều này đã khiến Oliver Kahn của Bayern Munich tức giận. Vào ngày 7 tháng 4 năm 2006, Klinsmann cuối cùng quyết định để Kahn ngồi dự bị và chỉ định Arsenal của Jens Lehmann làm thủ môn lựa chọn đầu tiên của anh ấy. Lựa chọn này theo sau màn trình diễn của Lehmann ở 2005–06 UEFA Champions League, trong đó đội Arsenal của anh đã thua trong trận chung kết trước Barcelona.
Tại World Cup 2006, màn trình diễn của Đức đã khiến những người chỉ trích Klinsmann im lặng, trong đó có hình thức một bài hát tiếng Anh: "Bạn nghĩ mình đang đùa Jurgen Klinsmann?" Đội đã giành được ba chiến thắng liên tiếp trước Costa Rica , Ba Lan và Ecuador ở vòng bảng FIFA World Cup 2006, giúp Đức giành vị trí đầu tiên tại Bảng A. Trận đấu đầu tiên của vòng loại trực tiếp là chiến thắng 2–0 trước Thụy Điển, và ở vòng tứ kết, đội của Klinsmann đã đánh bại Argentina, giành chiến thắng 4–2 trên chấm phạt đền. Hai đội hòa 1-1 sau 120 phút sau bàn thắng gỡ hòa của Miroslav Klose ở phút 80.
Trong trận bán kết vào ngày 4 tháng 7, Đức đã thua sát nút với Ý với tỷ số 2–0 sau các bàn thắng ở những phút cuối cùng của hiệp phụ của Fabio Grosso và Alessandro Del Piero. Sau trận đấu, Klinsmann khen ngợi màn trình diễn của đội trẻ của mình. Họ đánh bại Bồ Đào Nha 3–1 ở trận play-off tranh hạng ba, nơi anh chơi Kahn thay vì Jens Lehmann. Chiến thắng đã gây ra một cuộc diễu hành lớn ở Berlin vào ngày hôm sau, nơi Klinsmann và đội được công chúng vinh danh.
Sau đó, Franz Beckenbauer, trước đây là người chỉ trích gay gắt Klinsmann, tuyên bố mong muốn được thấy Klinsmann tiếp tục làm huấn luyện viên. Công chúng cũng nhận được sự ủng hộ rộng rãi dành cho Klinsmann nhờ tinh thần và lối chơi tấn công của toàn đội. Một số người cho rằng màn trình diễn mạnh mẽ của đội đã đổi mới niềm tự hào dân tộc và khôi phục danh tiếng của Đức như một quốc gia bóng đá hàng đầu. Nhờ thành công trong việc huấn luyện đội tuyển quốc gia, Klinsmann đã được trao giải Bundesverdienstkreuz.
Bất chấp màn trình diễn được đánh giá cao tại World Cup và nhận được nhiều lời khen ngợi, Klinsmann từ chối gia hạn hợp đồng, thông báo cho Hiệp hội bóng đá Đức (DFB) về quyết định của anh ấy vào ngày 11 tháng 7 năm 2006. Quyết định được DFB chính thức công bố vào ngày 11 tháng 7 năm 2006. 12 tháng 7 năm 2006. Trợ lý của Klinsmann, Joachim Löw, được bổ nhiệm làm huấn luyện viên trưởng mới trong cùng một cuộc họp báo. Klinsmann nói, "Mong ước lớn nhất của tôi là được trở về với gia đình mình, trở lại cuộc sống bình thường với họ... Sau hai năm bỏ ra rất nhiều công sức." năng lượng, tôi cảm thấy mình thiếu sức mạnh và sức mạnh để tiếp tục theo cách tương tự."

### Bayern Munich

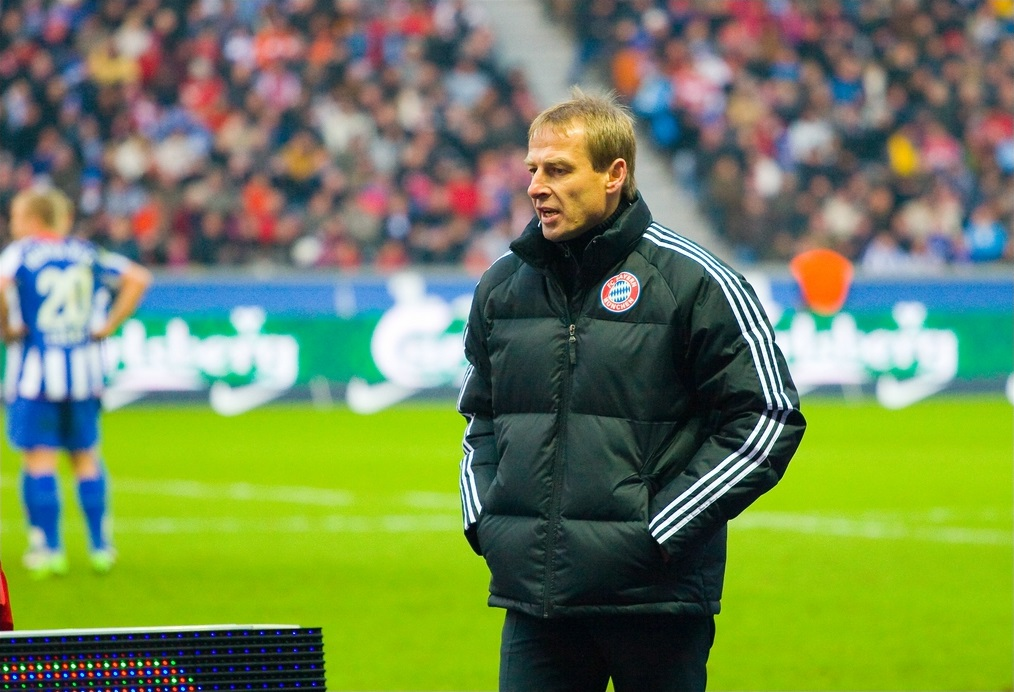
Klinsmann là huấn luyện viên của Bayern Munich năm 2009

Vào tháng 1 năm 2008, có thông báo rằng Klinsmann sẽ trở thành huấn luyện viên của Bayern Munich vào tháng 7, kế nhiệm Ottmar Hitzfeld. Sau khi bắt đầu vai trò của mình, Klinsmann đã thực hiện những thay đổi lớn đối với cơ cấu và sân tập của câu lạc bộ nhằm nỗ lực hiện đại hóa văn hóa câu lạc bộ. Đáng chú ý là ông đã cho lắp đặt tượng Phật tại sân tập, bị giới truyền thông chỉ trích và nhanh chóng gỡ bỏ.
Bayern khởi đầu mùa giải không tốt và Klinsmann đã phải chịu áp lực ngay từ tháng 9, sau trận thua 5-2 trên sân nhà trước Werder Bremen. Sau trận hòa 3-3 với VfL Bochum vào tháng 10, Bayern đứng ở vị trí thứ 11 tại Bundesliga và một số người hâm mộ đã hô vang rằng Klinsmann nên bị sa thải.
Bayern lọt vào tứ kết UEFA Champions League 2008–09, sau khi đánh bại Sporting CP với tổng tỷ số 12-1 ở vòng loại trực tiếp đầu tiên, một kỷ lục tại Champions League. Tuy nhiên, họ sẽ thua đậm trong trận chung kết đội vô địch FC Barcelona ở vòng tiếp theo, thua trận lượt đi 4-0. Franz Beckenbauer mô tả màn trình diễn của đội là "điều khủng khiếp nhất mà tôi từng thấy ở một đội Bayern."  Đầu tuần đó, Bayern đã thua 5-1 trước Felix Magath's VfL Wolfsburg trong một trận đấu quan trọng của giải VĐQG.
Klinsmann bị sa thải vào ngày 27 tháng 4 năm 2009 còn năm trận đấu. Trận đấu cuối cùng của anh ấy là trận thua 0-1 trước Schalke 04. Bayern ở vị trí thứ ba vào thời điểm đó về việc sa thải. Klinsmann kết thúc với thành tích 25 trận thắng, 9 trận hòa và 10 trận thua trong mọi giải đấu.
Sau thời gian Klinsmann khoác áo Bayern, đội trưởng đội Bayern Philipp Lahm đã viết trong cuốn tự truyện của mình rằng nhiệm kỳ của Klinsmann với câu lạc bộ là một "thất bại" và việc Klinsmann thiếu chỉ dẫn chiến thuật đã buộc các cầu thủ phải gặp nhau trước khi trận đấu bắt đầu để thảo luận về chiến lược. Mặc dù chúng bị chỉ trích phần lớn vào thời điểm đó, nhưng một số thay đổi mà ông đã thực hiện ở Bayern kể từ đó được công nhận là đã góp phần vào thành công tiếp theo của câu lạc bộ.

### Toronto FC
Vào tháng 11 năm 2010, Klinsmann được thuê làm cố vấn kỹ thuật cho câu lạc bộ Major League Soccer (MLS) Toronto FC để tư vấn về việc cải tổ đội ngũ huấn luyện và thi đấu của câu lạc bộ, dẫn đến việc câu lạc bộ thuê Aron Winter làm huấn luyện viên trưởng và Paul Mariner làm giám đốc kỹ thuật vào năm sau. Cả hai Winter và Mariner sau đó đã bị câu lạc bộ sa thải khi cán đích ở vị trí cuối cùng trong mùa giải 2012.

### Hoa Kỳ

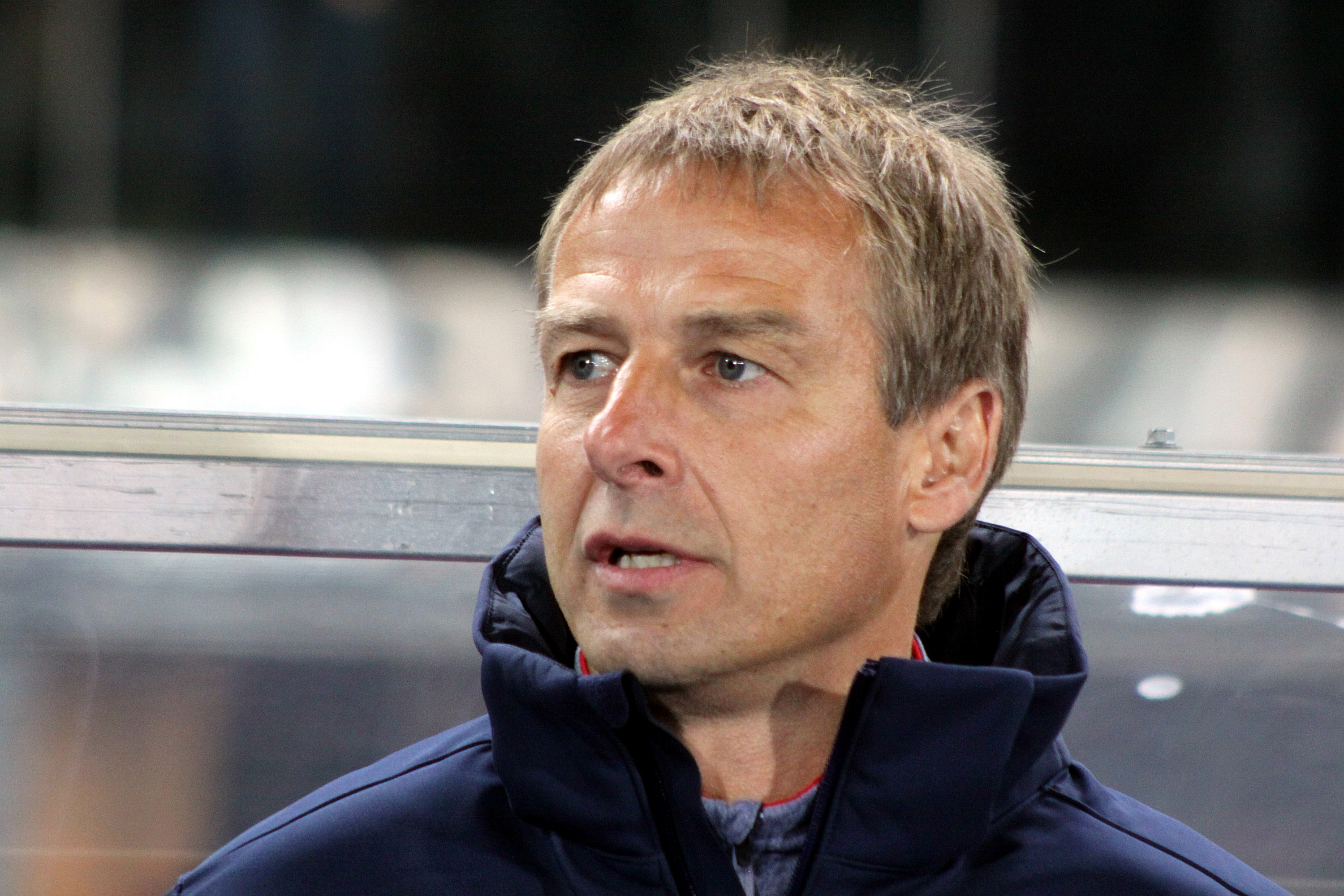
Klinsmann với tư cách là huấn luyện viên của Hoa Kỳ

Vào ngày 29 tháng 7 năm 2011, Klinsmann được bổ nhiệm làm huấn luyện viên trưởng thứ 35 của Đội tuyển quốc gia Hoa Kỳ, thay thế người quản lý trước đó Bob Bradley, người đã bị sa thải sau trận thua 4–2 trước Mexico trong trận chung kết của Cúp Vàng CONCACAF 2011.
Hoa Kỳ gặp khó khăn trong các trận giao hữu đầu nhiệm kỳ của Klinsmann, thua bốn trận và hòa một trước khi kết thúc mùa giải 2011 với chiến thắng trước Slovenia. Vào ngày 29 tháng 2 năm 2012, đội tuyển quốc gia Hoa Kỳ đã ghi chiến thắng lịch sử 1–0 trong trận giao hữu trên sân khách với Ý, chiến thắng đầu tiên trước đội bốn lần vô địch World Cup. Vào ngày 15 tháng 8 năm 2012, Klinsmann đã huấn luyện Hoa Kỳ giành chiến thắng lịch sử 1–0 trước đối thủ lâu năm Mexico trong một trận giao hữu được tổ chức tại Estadio Azteca, giúp Hoa Kỳ có được chức vô địch đầu tiên. chiến thắng ở sân vận động.
Năm 2013, Klinsmann dẫn dắt đội tuyển Hoa Kỳ lọt vào vòng cuối cùng của vòng loại 2014 FIFA World Cup, bắt đầu bằng trận thua 2-1 trước Honduras trước khi kiếm được một điểm với trận hòa không bàn thắng. hòa trước Mexico ở Azteca. Vào ngày 2 tháng 6 năm 2013, Hoa Kỳ chơi trận kỷ niệm trăm năm với Đức, nơi Klinsmann huấn luyện họ giành chiến thắng 4–3 trước quê hương của anh ấy. Vào ngày 28 tháng 7, Klinsmann đã huấn luyện đội tuyển Hoa Kỳ giành chức vô địch Cúp vàng CONCACAF lần thứ năm, đánh bại Panama 1–0 trong trận chung kết Cúp vàng CONCACAF 2013. Vào ngày 10 tháng 9 năm 2013, sau chiến thắng 2–0 trước Mexico, Hoa Kỳ đã giành quyền tham dự World Cup. Vào ngày 12 tháng 12 năm 2013, Klinsmann ký gia hạn hợp đồng mới với Liên đoàn bóng đá Hoa Kỳ (USSF), kéo dài đến năm 2018.

#### FIFA World Cup 2014
Klinsmann đã gây ngạc nhiên cho thế giới bóng đá Hoa Kỳ vào tháng 5 năm 2014 khi chọn 5 cầu thủ được gọi là "Jurgen American", những cầu thủ có cha là quân nhân Mỹ và mẹ là người Đức, tất cả đều sinh ra và được đào tạo chuyên nghiệp ở Đức, vào Đội hình 23 người tại FIFA World Cup 2014. Lựa chọn của anh ấy đặc biệt nhận được nhiều lời chỉ trích khi anh ấy cắt giảm mọi thời đại cầu thủ ghi bàn hàng đầu của Hoa Kỳ Landon Donovan trong danh sách cuối cùng cho World Cup 2014 sau trại huấn luyện sơ bộ của đội. Klinsmann mô tả đây là "quyết định khó khăn nhất trong sự nghiệp huấn luyện của [anh ấy]" nhưng anh ấy thấy các cầu thủ khác "đi trước [Donovan] một chút". Klinsmann phải đối mặt với nhiều tranh cãi hơn sau khi con trai ông Jonathan đăng bình luận trên Twitter chế nhạo Donovan, khiến một số người suy đoán rằng quyết định này đã bị ảnh hưởng bởi sự thù địch cá nhân giữa Klinsmann và Donovan.
Vào ngày 16 tháng 6, Klinsmann đã dẫn dắt Hoa Kỳ giành chiến thắng 2-1 trước Ghana trong trận đấu đầu tiên của họ tại World Cup 2014, sau pha lập công sớm của đội trưởng Clint Dempsey và một pha lập công cú đánh đầu đầy kịch tính ở phút thứ 86 của cầu thủ vào thay người John Brooks. Vào ngày 22 tháng 6, đội của anh hòa 2–2 trước Bồ Đào Nha trong trận đấu thứ hai ở vòng bảng. Một sai lầm trong phòng ngự ở đầu trận đã dẫn đến bàn thua dễ dàng cho Bồ Đào Nha, nhưng Jermaine Jones đã gỡ hòa bằng một cú sút từ cự ly 30m trong hiệp hai. Sau đó, ở phút 81, Dempsey ghi bàn giúp Mỹ dẫn trước 2-1. Tỷ số được giữ nguyên là 2–1 cho đến những giây cuối cùng của thời gian bù giờ khi Cristiano Ronaldo thực hiện đường tạt bóng vượt qua thủ môn Hoa Kỳ Tim Howard của Silvestre Varela. Vào ngày 26 tháng 6, Hoa Kỳ đối đầu với Đức. Với khả năng bị loại một lần nữa khi vị trí vòng 16 đội của họ đang ở thế cân bằng, Mỹ đã thất thủ trước Đức với tỷ số 1–0, nhưng hy vọng sống sót ở "nhóm tử thần" vẫn còn Sống sót trong trận Bồ Đào Nha–Ghana, trong đó Bồ Đào Nha đánh bại Ghana, 2–1, đưa Mỹ vào vòng 16.
Hoa Kỳ đã hòa Bỉ ở vòng 16 đội. Sau khi dành phần lớn thời gian của trận đấu để phòng ngự trước đợt tấn công mạnh mẽ của Bỉ, với thủ môn Tim Howard lập kỷ lục chung cuộc World Cup về số pha cứu thua trong một trận đấu, Hoa Kỳ đã sống sót với tỷ số 0–0 sau 90 phút, đưa trận đấu vào hiệp phụ. thời gian. Sau khi nhanh chóng bị Bỉ dẫn trước 2–0 trong hiệp phụ, Hoa Kỳ đã rút ngắn tỷ số xuống còn một nửa ở phút 107 khi cầu thủ vào thay người Julian Green thực hiện cú lốp bóng từ Michael Bradley, nhưng không thể ghi bàn thứ hai và bị loại.

#### Chu kỳ World Cup 2018
Klinsmann đã dẫn dắt Hoa Kỳ giành chiến thắng 1–0 trước Cộng hòa Séc để mở màn mùa giải 2018 World Cup mới vào ngày 3 tháng 9, chiến thắng đầu tiên trước Séc . Vào ngày 5 tháng 6 năm 2015, Klinsmann đã dẫn dắt Hoa Kỳ giành chiến thắng kịch tính 4–3 trước Hà Lan trong trận giao hữu ở Amsterdam và một chiến thắng giao hữu khác trước Đức năm ngày sau đó.
Hoa Kỳ dưới thời Klinsmann đứng thứ tư tại Cúp Vàng CONCACAF 2015 sau khi thua Jamaica ở bán kết và Panama trong trận tranh hạng ba , thành tích tệ nhất của đội trong giải đấu kể từ năm 2000. Năm 2016, Klinsmann đã thành công đưa Hoa Kỳ vượt qua vòng đầu tiên của vòng loại World Cup từ một bảng có Guatemala, Trinidad và Tobago và St. Vincent và Grenadines.
Hoa Kỳ mở màn vòng loại World Cup cuối cùng vào tháng 11 năm 2016 với thất bại 2–1 trên sân nhà trước Mexico và thất bại 4–0 trên sân khách trước Costa Rica. Sau những trận thua khiến Hoa Kỳ đứng cuối bảng vòng loại, Klinsmann bị USSF sa thải vào ngày 21 tháng 11 năm 2016, được thay thế bởi người quản lý LA Galaxy Bruce Arena, người trước đây đã huấn luyện đội từ năm 1998 đến năm 2006. Cuối cùng, Hoa Kỳ đã không thể vượt qua vòng loại FIFA World Cup 2018.

### Hertha BSC
Vào ngày 27 tháng 11 năm 2019, Klinsmann trở thành huấn luyện viên mới của Hertha BSC, thay thế Ante Čović.
Vào ngày 11 tháng 2 năm 2020, ông thông báo qua Facebook rằng ông sẽ từ chức huấn luyện viên sau khi mới đảm nhiệm vị trí này được mười tuần. Mặc dù đã nêu rõ ý định ở lại của mình Là thành viên ban giám sát của câu lạc bộ, ông cuối cùng đã bị cấm làm như vậy vì nhà đầu tư của Hertha Lars Windhorst đã công khai chỉ trích hành vi của anh ấy, gọi cách ra đi của anh ấy là "không thể chấp nhận được".

### Hàn Quốc

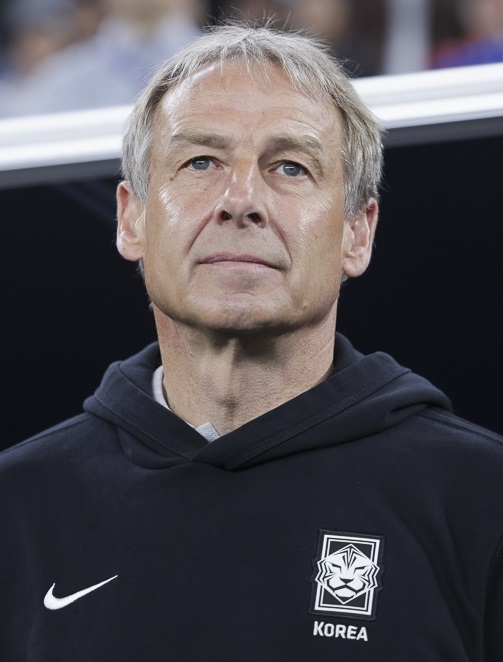
Klinsmann là huấn luyện viên của Hàn Quốc vào năm 2024

Vào ngày 27 tháng 2 năm 2023, Klinsmann được công bố là huấn luyện viên trưởng của Hàn Quốc, thay thế Paulo Bento theo hợp đồng cho đến khi kết thúc FIFA World Cup 2026. Klinsmann được mô tả là rất không được lòng người hâm mộ Hàn Quốc do cách làm việc bất thường của Ông khi ở xa Hàn Quốc, bị cáo buộc là không quan tâm đến các cầu thủ ở K League 1 và việc lựa chọn đội hình đáng ngờ của Ông. Sau màn trình diễn kém cỏi trong các trận giao hữu của Hàn Quốc, Ông đã nhận nhiều lời chỉ trích nặng nề. Điều này ngày càng trở nên rắc rối tại Cúp bóng đá châu Á 2023, khi Hàn Quốc chỉ có một chiến thắng và hai trận hòa ở vòng bảng, khiến họ phải đối mặt với trận hòa đầy thử thách ở vòng loại trực tiếp trước Ả Rập Xê Út. Trong trận đấu này, chiến thuật và lựa chọn cầu thủ của Klinsmann bị chỉ trích rất nhiều. Chung cuộc, Hàn Quốc thua Jordan 2–0 ở bán kết Cúp bóng đá châu Á 2023 tại Qatar vào ngày 7 tháng 2 năm 2024. Sau đó, chiến thuật và đạo đức làm việc của Klinsmann trở thành tâm điểm chú ý của cả công chúng Hàn Quốc và toàn đội. Ông bị người Hàn Quốc chỉ trích vì vẫn mỉm cười ngay cả khi đội của ông thua. Vào ngày 16 tháng 2, Hiệp hội bóng đá Hàn Quốc tuyên bố sa thải Klinsmann, với lý do "không thể hiện được khả năng lãnh đạo".

## Thống kê sự nghiệp
| #                         | Ngày                      | Địa điểm                                                            | Đối thủ                   | Bàn thắng                 | Kết quả                   | Giải đấu                  |
| Các bàn thắng cho Tây Đức | Các bàn thắng cho Tây Đức | Các bàn thắng cho Tây Đức                                           | Các bàn thắng cho Tây Đức | Các bàn thắng cho Tây Đức | Các bàn thắng cho Tây Đức | Các bàn thắng cho Tây Đức |
| ------------------------- | ------------------------- | ------------------------------------------------------------------- | ------------------------- | ------------------------- | ------------------------- | ------------------------- |
| 1                         | 27 tháng 4 năm 1988       | Sân vận động Fritz Walter, Kaiserslautern, Tây Đức                  | Thụy Sĩ                   | 1–0                       | 1–0                       | Giao hữu                  |
| 2                         | 14 tháng 6 năm 1988       | Parkstadion, Gelsenkirchen, Tây Đức                                 | Đan Mạch                  | 1–0                       | 2–0                       | Euro 1988                 |
| 3                         | 4 tháng 10 năm 1989       | Westfalenstadion, Dortmund, Tây Đức                                 | Phần Lan                  | 3–0                       | 6–1                       | Vòng loại World Cup 1990  |
| 4                         | 25 tháng 4 năm 1990       | Neckarstadion, Stuttgart, Tây Đức                                   | Uruguay                   | 3–2                       | 3–3                       | Giao hữu                  |
| 5                         | 10 tháng 6 năm 1990       | Sân vận động Giuseppe Meazza, Milano, Ý                             | Nam Tư                    | 2–0                       | 4–1                       | World Cup 1990            |
| 6                         | 15 tháng 6 năm 1990       | Sân vận động Giuseppe Meazza, Milano, Ý                             | UAE                       | 2–0                       | 5–1                       | World Cup 1990            |
| 7                         | 24 tháng 6 năm 1990       | Sân vận động Giuseppe Meazza, Milano, Ý                             | Hà Lan                    | 1–0                       | 2–1                       | World Cup 1990            |
| Các bàn thắng cho Đức     |                           |                                                                     |                           |                           |                           |                           |
| 8                         | 10 tháng 10 năm 1990      | Sân vận động Råsunda, Stockholm, Thụy Điển                          | Thụy Điển                 | 1–0                       | 3–1                       | Giao hữu                  |
| 9                         | 31 tháng 10 năm 1990      | Sân vận động Josy Barthel, Luxembourg, Luxembourg                   | Luxembourg                | 1–0                       | 3–2                       | Vòng loại Euro 1992       |
| 10                        | 18 tháng 6 năm 1992       | Ullevi, Göteborg, Thụy Điển                                         | Hà Lan                    | 1–2                       | 1–3                       | Euro 1992                 |
| 11                        | 20 tháng 12 năm 1992      | Sân vận động Centenario, Montevideo, Uruguay                        | Uruguay                   | 4–0                       | 4–1                       | Giao hữu                  |
| 12                        | 14 tháng 4 năm 1993       | Ruhrstadion, Bochum, Đức                                            | Ghana                     | 3–1                       | 6–1                       | Giao hữu                  |
| 13                        | 14 tháng 4 năm 1993       | Ruhrstadion, Bochum, Đức                                            | Ghana                     | 5–1                       | 6–1                       | Giao hữu                  |
| 14                        | 10 tháng 6 năm 1993       | Sân vận động Tưởng niệm Robert F. Kennedy, Washington, D.C., Hoa Kỳ | Brasil                    | 1–3                       | 3–3                       | U.S. Cup                  |
| 15                        | 10 tháng 6 năm 1993       | Sân vận động Tưởng niệm Robert F. Kennedy, Washington, D.C., Hoa Kỳ | Brasil                    | 3–3                       | 3–3                       | U.S. Cup                  |
| 16                        | 13 tháng 6 năm 1993       | Soldier Field, Chicago, Hoa Kỳ                                      | Hoa Kỳ                    | 1–0                       | 4–3                       | U.S. Cup                  |
| 17                        | 19 tháng 6 năm 1993       | Silverdome, Pontiac, Hoa Kỳ                                         | Anh                       | 2–1                       | 2–1                       | U.S. Cup                  |
| 18                        | 23 tháng 3 năm 1994       | Sân vận động Gottlieb Daimler, Stuttgart, Đức                       | Ý                         | 1–1                       | 2–1                       | Giao hữu                  |
| 19                        | 23 tháng 3 năm 1994       | Sân vận động Gottlieb Daimler, Stuttgart, Đức                       | Ý                         | 2–1                       | 2–1                       | Giao hữu                  |
| 20                        | 2 tháng 6 năm 1994        | Sân vận động Ernst Happel, Viên, Áo                                 | Áo                        | 3–0                       | 5–1                       | Giao hữu                  |
| 21                        | 17 tháng 6 năm 1994       | Soldier Field, Chicago, Hoa Kỳ                                      | Bolivia                   | 1–0                       | 1–0                       | World Cup 1994            |
| 22                        | 21 tháng 6 năm 1994       | Soldier Field, Chicago, Hoa Kỳ                                      | Tây Ban Nha               | 1–1                       | 1–1                       | World Cup 1994            |
| 23                        | 27 tháng 6 năm 1994       | Cotton Bowl, Dallas, Hoa Kỳ                                         | Hàn Quốc                  | 1–0                       | 3–2                       | World Cup 1994            |
| 24                        | 27 tháng 6 năm 1994       | Cotton Bowl, Dallas, Hoa Kỳ                                         | Hàn Quốc                  | 3–0                       | 3–2                       | World Cup 1994            |
| 25                        | 2 tháng 7 năm 1994        | Soldier Field, Chicago, Hoa Kỳ                                      | Bỉ                        | 2–1                       | 3–2                       | World Cup 1994            |
| 26                        | 16 tháng 11 năm 1994      | Sân vận động Qemal Stafa, Tirana, Albania                           | Albania                   | 1–0                       | 2–1                       | Vòng loại Euro 1996       |
| 27                        | 14 tháng 12 năm 1994      | Sân vận động Cộng hòa, Chişinău, Moldova                            | Moldova                   | 2–0                       | 3–0                       | Vòng loại Euro 1996       |
| 28                        | 18 tháng 12 năm 1994      | Sân vận động Fritz Walter, Kaiserslautern, Đức                      | Albania                   | 2–0                       | 2–1                       | Vòng loại Euro 1996       |
| 29                        | 29 tháng 3 năm 1995       | Sân vận động Boris Paichadze, Tbilisi, Gruzia                       | Gruzia                    | 1–0                       | 2–0                       | Vòng loại Euro 1996       |
| 30                        | 29 tháng 3 năm 1995       | Sân vận động Boris Paichadze, Tbilisi, Gruzia                       | Gruzia                    | 2–0                       | 2–0                       | Vòng loại Euro 1996       |
| 31                        | 7 tháng 6 năm 1995        | Sân vận động Quốc gia Vasil Levski, Sofia, Bulgaria                 | Bulgaria                  | 1–0                       | 2–3                       | Vòng loại Euro 1996       |
| 32                        | 11 tháng 10 năm 1995      | Cardiff Arms Park, Cardiff, Wales                                   | Wales                     | 2–1                       | 2–1                       | Vòng loại Euro 1996       |
| 33                        | 15 tháng 11 năm 1995      | Sân vận động Olympic, Berlin, Đức                                   | Bulgaria                  | 1–1                       | 3–1                       | Vòng loại Euro 1996       |
| 34                        | 15 tháng 11 năm 1995      | Sân vận động Olympic, Berlin, Đức                                   | Bulgaria                  | 3–1                       | 3–1                       | Vòng loại Euro 1996       |
| 35                        | 24 tháng 4 năm 1996       | Sân vận động Feijenoord, Rotterdam, Hà Lan                          | Hà Lan                    | 1–0                       | 1–0                       | Giao hữu                  |
| 36                        | 4 tháng 6 năm 1996        | Sân vận động Carl Benz, Mannheim, Đức                               | Liechtenstein             | 8–1                       | 9–1                       | Giao hữu                  |
| 37                        | 16 tháng 6 năm 1996       | Old Trafford, Manchester, Anh                                       | Nga                       | 2–0                       | 3–0                       | Euro 1996                 |
| 38                        | 16 tháng 6 năm 1996       | Old Trafford, Manchester, Anh                                       | Nga                       | 3–0                       | 3–0                       | Euro 1996                 |
| 39                        | 23 tháng 6 năm 1996       | Old Trafford, Manchester, Anh                                       | Croatia                   | 1–0                       | 2–1                       | Euro 1996                 |
| 40                        | 4 tháng 9 năm 1996        | Sân vận động Ernest Pohl, Zabrze, Ba Lan                            | Ba Lan                    | 2–0                       | 2–0                       | Giao hữu                  |
| 41                        | 9 tháng 10 năm 1996       | Sân vận động Hrazdan, Yerevan, Armenia                              | Armenia                   | 2–0                       | 5–1                       | Vòng loại World Cup 1998  |
| 42                        | 10 tháng 9 năm 1997       | Westfalenstadion, Dortmund, Đức                                     | Armenia                   | 1–0                       | 4–0                       | Vòng loại World Cup 1998  |
| 43                        | 10 tháng 9 năm 1997       | Westfalenstadion, Dortmund, Đức                                     | Armenia                   | 2–0                       | 4–0                       | Vòng loại World Cup 1998  |
| 44                        | 5 tháng 6 năm 1998        | Sân vận động Carl Benz, Mannheim, Đức                               | Luxembourg                | 2–0                       | 7–0                       | Giao hữu                  |
| 45                        | 15 tháng 6 năm 1998       | Sân vận động Công viên các Hoàng tử, Paris, Pháp                    | Hoa Kỳ                    | 2–0                       | 2–0                       | World Cup 1998            |
| 46                        | 25 tháng 6 năm 1998       | Sân vận động Mosson, Montpellier, Pháp                              | Iran                      | 2–0                       | 2–0+                      | World Cup 1998            |
| 47                        | 29 tháng 6 năm 1998       | Sân vận động Mosson, Montpellier, Pháp                              | México                    | 1–1                       | 2–1                       | World Cup 1998            |

## Danh hiệu

### Cầu thủ
Inter Milan
- UEFA Cup: 1990–91

Bayern Munich
- Bundesliga: 1996–97
- UEFA Cup: 1995–96

Tây Đức và Đức
- FIFA World Cup: 1990
- UEFA European Championship: 1996; á quân: 1992
- Thế vận hội mùa hè: Huy chương đồng 1988
- U.S. Cup: 1993

Cá nhân
- FIFA 100

### Huấn luyện viên
Đức
- FIFA World Cup hạng ba: 2006
- FIFA Confederations Cup hạng ba: 2005

Hoa Kỳ
- CONCACAF Gold Cup: 2013
- CONCACAF Cup á quân: 2015